# Mesud II.
Mesud II. (staro anatolsko turško مَسعود دوم, Ghiyāth ad-Dīn Mas'ūd bin Kaykāwūs, perzijsko غياث الدين مسعود بن كيكاوس‎, Ghiasuddin Massoud bin Kikkaus) je bil od leta 1284 do 1308 večkrat sultan Ruma. Bil je mongolski vazal brez prave oblasti. Njegova končna usoda ni znana, * ni znano, † 1308.

## Vladanje
Mesud II. je bil najstarejši sin Kejkavusa II. Večino mladosti je preživel v izgnanstvu na Krimu in v Konstantinoplu, prestolnici Bizantinskega cesarstva. V Anatoliji se je prvič pojavil leta 1280 kot kandidat za seldžuški prestol. Leta 1284 je novi sultan Ilkanata Ahmed odstavil in usmrtil Kejhusreva III. in na njegovo mesto instaliral Mesuda. Ahmedov naslednik Argun je seldžuško ozemlje razdelil in Konyo in zahodni del sultanata prepustil mladima sinovoma odstavljenega sultana. Mesud ju je z majhno vojsko napadel in oba ubil in leta 1286 prevzel oblast v Konyi.
Vodil je več pohodov na nove turkmenske kneževine, vedno v imenu Mongolov in običajno z mongolskimi četami. Opazen je njegov pohod proti Germijanidom konec leta 1286. Germijanidi so bili bojevita banda turkmenskega porekla. V jugozahodno Anatolijo so jih generacijo pred tem naselili Seldžuki, da bi nadzirali nepokorne turkmenske nomade.  Mesud je vodil pohode pod pokroviteljstvom vezirja in državnika Fahra al-Din Alija. Na bojišču je imel proti zelo mobilnim Germijanidom bolj skromne uspehe, vendar je ostal pomembna sila v regiji. Mesud in Mongoli o izvajali podobno jalove pohode tudi proti  Karamanidom in Ešrefidom.
Leta 1297 se je Mesud v okolju, polnemu spletk in skoraj neprestanih uporov proti  oddaljeni ilkanski oblasti, v katere so bili vpleteni tako mongolski častniki kot lokalni turkmenski mogočniki, zapletel v zaroto proti Ilhanatu. Bilo mu je prizaneseno, vendar je izgubil prestol in bil izgnan v Tabriz. Na prestolu ga je zamenjal Kejkubad III., ki se je kmalu zapletel v podobno zaroto in bil na ukaz sultana Mahmuda Gazana usmrčen.  Obubožani Mesud se je leta 1303 vrnil na seldžuški prestol.
Po letu 1306 sta tako Mesud kot Seldžuški sultanat izginila iz zgodovinskih zapisov. Odkritja iz leta 2015 kažejo, da je bil pokopan v Samsunu na anatolski črnomorski obali.
Po Rustamu Šukurovu je imel  Mesud II. "dvojno krščansko in muslimansko identiteto, identiteto, ki jo je dodatno zapletla dvojna turško/perzijska in grška etnična identiteta".